# Gonbodżab Cybikow

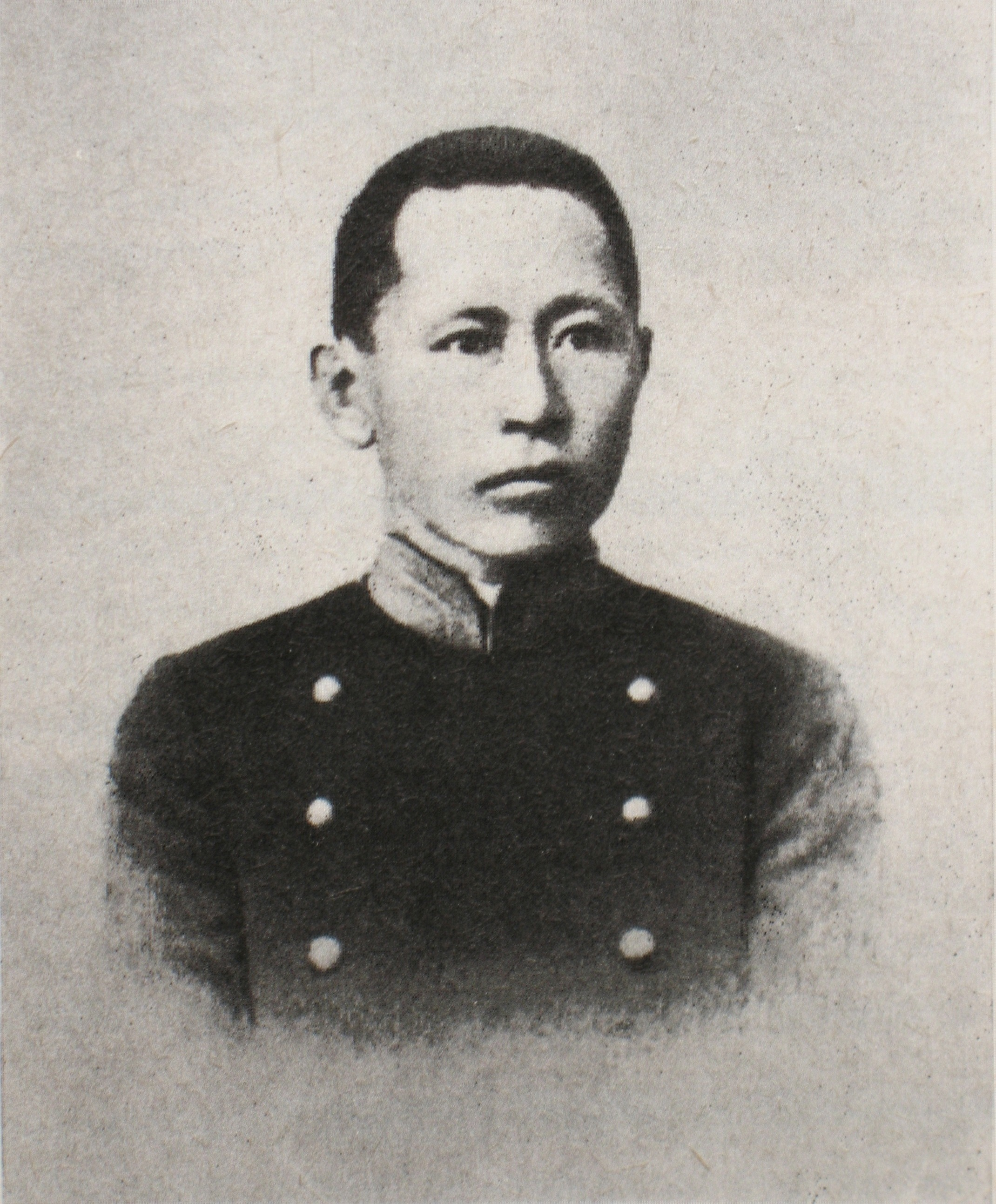
Gonbodżab Cybikow.

Gonbodżab Cybikow, ros. Гомбожа́б Цэ́бекович Цы́биков, mong. Цэвэгийн Гомбожав (ur. 1873 w Urda-Aga, zm. 20 września 1930 w Agińskoje) – rosyjski i buriacki podróżnik, etnograf, orientalista (specjalista w dziedzinie tybetologii i mongolistyki), buddolog, działacz społeczny i polityczny w Imperium Rosyjskim, Mongolskiej Republice Ludowej, Republice Dalekiego Wschodu i ZSRR, tłumacz, profesor kilku uniwersytetów.
Jako pierwszy wykonał zdjęcia Lhasy i Centralnego Tybetu. Sporządzony przez niego opis wyprawy do Tybetu (lata 1899–1902) został przetłumaczony na kilka języków, w tym na język polski.

## Życiorys

### Młodość i lata studenckie
Gonbodżab Cybikow urodził się w rodzinie buriackiego urzędnika Cebeka Montujewa. Początkowo ojciec chciał dać mu klasyczne buddyjskie wykształcenie (w wieku pięciu lat Gonbodżab znał już alfabet mongolski), ale zmienił zdanie i oddał syna do szkoły parafialnej. Po ukończeniu gimnazjum w Czycie (był jednym z czterech pierwszych uczniów-Buriatów) Cybikow dostał się na wydział medyczny Uniwersytetu w Tomsku, lecz nie rozpoczął studiów i zaczął się przygotowywać do egzaminów na Uniwersytet Petersburski. W 1895 roku rozpoczął studia na wydziale orientalistyki i w 1899 uzyskał wyższe wykształcenie wraz ze złotym medalem za wyniki w nauce.

### Podróż do Tybetu
Pod koniec XIX wieku Tybet stał się przedmiotem „Wielkiej gry” między Wielką Brytanią a Imperium Rosyjskim. Zorganizowano szereg wypraw, mających na celu spenetrowanie i zbadanie regionu, jednak podróżnikom, w tym Nikołajowi Przewalskiemu nie udało się dotrzeć do Lhasy i Centralnego Tybetu, ponieważ kraina była zamknięta dla cudzoziemców (z wyjątkiem Mongołów i Chińczyków). W tej sytuacji rząd carski zwrócił uwagę na pielgrzymki rosyjskich buddystów (Buriatów i Kałmuków) i postanowił wysłać z grupą pielgrzymów Cybikowa jako uczonego i buddystę jednocześnie. Wyprawa rozpoczęła się wkrótce po ukończeniu przez niego studiów i trwała do 1902 roku.
Cybikow spędził w Tybecie 888 dni (od 1900 do 1901 roku), z czego najdłużej przebywał w stolicy – Lhasie. Udało mu się odwiedzić najważniejsze klasztory i po kryjomu wykonać około 200 unikatowych zdjęć. Został przyjęty przez XIII Dalajlamę.

## Ważniejsze publikacje

### W języku polskim
- Cybikow, Gonbodżab: Buddyjski pielgrzym w świątyniach Tybetu, według dziennika prowadzonego w latach 1899–1902 / Tłumaczenie z rosyjskiego Buddist pałomnik u swiatyń Tibeta. Przełożył Eugeniusz Piotr Melech. Seria: Rodowody Cywilizacji. Wydanie 1: 1975, Warszawa, Państwowy Instytut Wydawniczy.

### W języku angielskim
- Tsybikoff, G. Ts. Lhasa and Central Tibet // Smithsonian (Washington D.C. National Museum) Report for 1903, Pages 727-746. Publication 1534 / Washington: Government Printing Office, 1904.
- Tsybikoff G., Journey to Lhasa. // The Geographical Journal, Vol. XXIII, 1–1904. The Royal Geographical Society, London, 1904
- Tsybikov, Gombozhab Tsebekovich. A Buddhist pilgrim to the holy places of Tibet, from diaries kept from 1899 to 1902, translated by Roger Shaw, 1970. The English translation has been done for 'Human Relations Area Files’, 1956, 1961 (8 microfiches), by Roger Shaw.

### W języku rosyjskim
- Цыбиков Г. Ц. Избранные труды. Наука. Новосибирск 1981 г. (тираж 10.500 экз.); переиздание: Наука. Новосибирск 1991 г. Издательство: Наука. Новосибирск, 1991 г. ISBN 5-02-029626-0 Тираж: 26500 экз.
  1. т.1 Буддист-паломник у святынь Тибета.
  2. т.2 О Центральном Тибете; О монгольском переводе «Лам-рим чэн-по»; Цзонхава и его сочинение «Лам-рим чэн-по»; Материалы к русскому перевода «Лам-рим чэн-по»; Дневник поездки в Монголию в 1895 г.; Дневник поездки в Китай в 1909 г.; Дневник поездки в Ургу в 1927 г.; Забайкальское бурятское казачье войско; Культ огня у восточных бурят-монголов; Цагалган; Шаманизм у бурят-монголов; О национальных праздниках бурят; Монгольская письменность как орудие национальной культуры.
- Цыбиков Г. Ц. Буддист паломник у святынь Тибета. Издание Русского Географического Общества. Петроград, 1918 (1919).